# 야시카 FR I
야시카 FR1(Yashica FR1)은 야시카에서 1977년 출시된, 35mm 전자제어식 SLR 카메라다. 1981년 하반기에 생산이 종료됐다.